# Kobylanka (Powiat Stargardzki)
Kobylanka (deutsch Kublank) ist ein Dorf in der polnischen Woiwodschaft Westpommern. Das Dorf ist der Verwaltungssitz der Gmina Kobylanka (Gmina Kublank) und gehört mit dieser zum Powiat Stargardzki (Stargarder Kreis).

## Geographische Lage
Das Dorf liegt in Hinterpommern westlich des Madüsees (poln. Jezioro Miedwie), etwa 26 Kilometer südöstlich der Stadtmitte von Stettin und zehn Kilometer westlich der Kreisstadt Stargard sowie sieben Kilometer nordnordöstlich von Kołbacz (Kolbatz).

## Geschichte

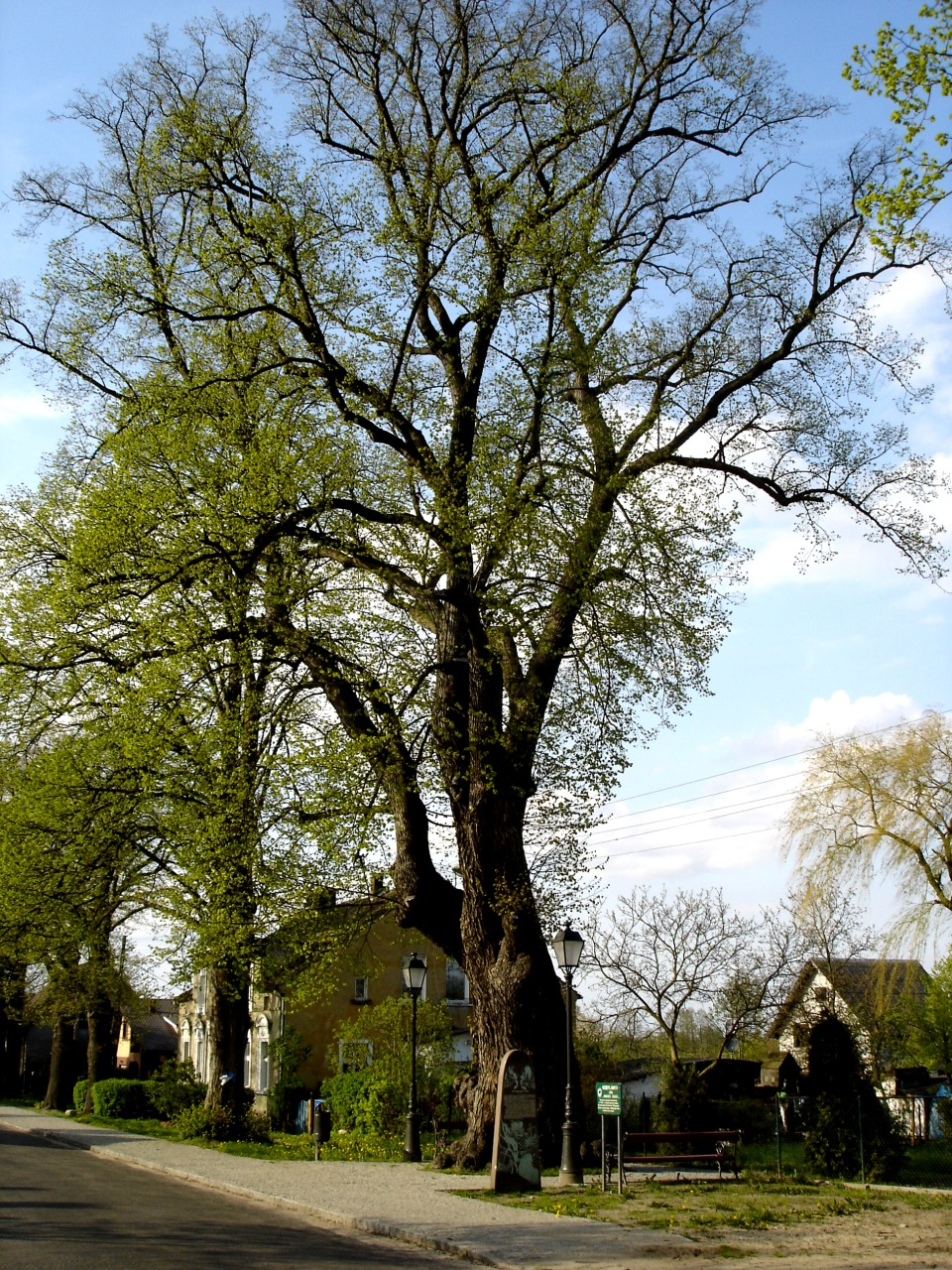
Die Linde aus dem Jahr 1460, ihr heutiger poln. Name: „Wieniec Zgody“

Der Ort wurde im Jahre 1203 Kobank, 1304 Cobelanke, 1782 Kuhblank und seit dem 19. Jahrhundert bis 1945 Kublank genannt (Einen Ort mit dem Namen Kublank gibt es auch in Mecklenburg-Vorpommern). Herzog Otto I. schenkte das Dorf im Jahr 1304 dem Kloster Kolbatz. Das Dorf blieb auch nach Aufhebung des Klosters 1535 noch zweihundert Jahre lang bestehen, wurde 1771 jedoch abgebaut, um vier neue Bauernhöfe zu errichten.
Vor 1945 war Kublank ein Dorf im Landkreis Greifenhagen der preußischen Provinz Pommern des Deutschen Reichs. Die Ortschaft war dem Amtsbezirk Belkow zugeordnet; Amtsgerichtsbereich war Greifenhagen.
Im Jahre 1925 zählte der Ort 536 Einwohner, deren Zahl bis 1933 auf 645 anstieg und 1939 noch 629 betrug.
Gegen Ende des Zweiten Weltkriegs wurde die Region von der Roten Armee besetzt. Nach Kriegsende wurde Kublank seitens der sowjetischen Besatzungsmacht der Volksrepublik Polen zur Verwaltung unterstellt. Es folgte dann die Zuwanderung von Polen. Die Ortschaft wurde in „Kobylanka“ umbenannt. In der Folgezeit wurde die einheimische Bevölkerung von der polnischen Administration aus dem Kreisgebiet vertrieben.
Die Ortschaft gehört heute zum Powiat Stargardzki in der Woiwodschaft Westpommern (bis 1998 Woiwodschaft Stettin). Das Dorf, in dem heute 640 Einwohner leben, ist Ortsteil und Verwaltungssitz der Gmina Kobylanka.

## Kirche

### Dorfkirche

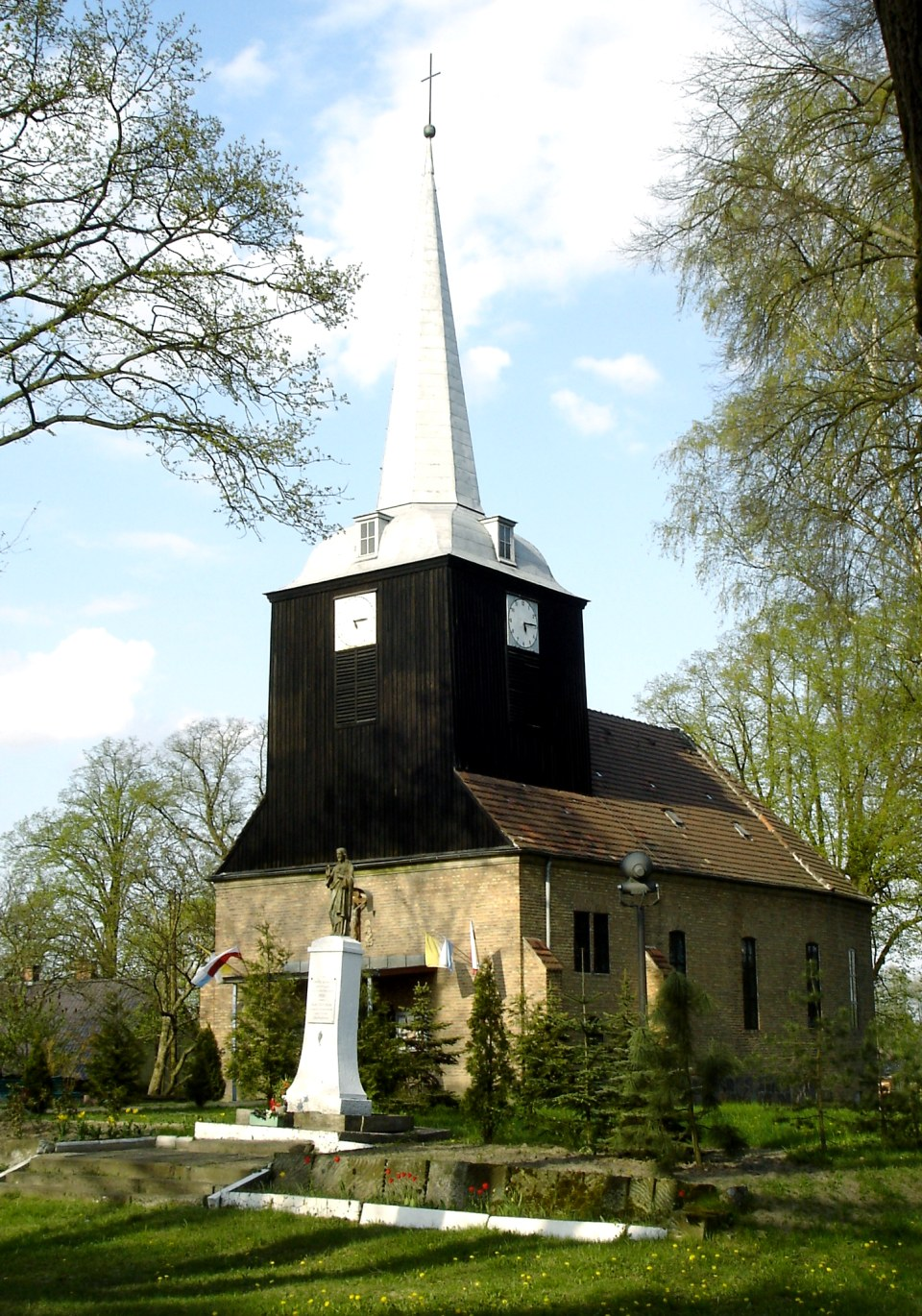
St.-Antonius-Kirche

Die heutige Dorfkirche in Kobylanka unterscheidet sich äußerlich sehr von dem früheren Gotteshaus in Kublank. Bis 1934 war sie die älteste Dorfkirche Pommerns in Kreuzform.
Am 24. Mai 1934 brannte die Fachwerkkirche ab, mit ihr der schlanke, schindelgedeckte Holzturm aus dem Jahre 1590, der an der Westseite errichtet war. Der Turm war oben verbreitert, darüber mit leichter Schweifung und mit vier Fenstern der achteckige Helm, frei und mit klarer Schlankheit weithin sichtbar als eine treffliche Leistung bester Zimmermannskunst.
Nach 1945 wurden die Reste der alten Kirche in einen Neubau eingeschlossen, nicht mehr im Fachwerkstil und mit auf das Dach aufgesetztem Turm. Das Gotteshaus trägt jetzt den Namen Kościół Św. Antoniego (z Padwy) (St.-Antonius-Kirche).

### Kirchspiel/Pfarrei
Erst im Jahre 1892 wurde Kublank ein selbständiger Pfarrort mit eigenem Kirchspiel, war es doch bis dahin Filialgemeinde von Belkow. Im Jahre 1940 zählte das Kirchspiel Kublank 2.775 Gemeindeglieder, die außer in Kublank in der Filialkirchengemeinde Moritzfelde, in der Kapellengemeinde Barenbruch und in den eingepfarrten Orten Brenkenhofswalde, Karolinenhorst und Spaldingsfelde wohnten.
Das Kirchspiel Kublank gehörte bis 1945 zum Kirchenkreis Kolbatz im Westsprengel der Kirchenprovinz Pommern der evangelischen Kirche der Altpreußischen Union.
Nach dem Krieg – im Jahre 1949 – errichtete die polnische katholische Kirche in Kobylanka eine Pfarrei. Sie wurde dem Dekanat Kołbacz (Kolbatz) im Erzbistum Stettin-Cammin zugeordnet.

### Pfarrer 1892–1945
In den 53 Jahren als selbständiges Kirchspiel amtierten in Kublank drei evangelische Geistliche:
- 1892–1919: Magnus Friedrich Samuel Matz
- 1920–1928: Detlev Rewald
- 1928–1945: Ernst Büchsel

## Verkehr
Das Dorf liegt an der polnischen Landesstraße 10 (ehemalige deutsche Reichsstraße 104)
und ist Zielort der Woiwodschaftsstraße 120. Letztere kommt von der früheren Kreisstadt Gryfino (Greifenhagen) an der Grenze zu Deutschland und Stare Czarnowo (Neumark).

## Persönlichkeiten: Söhne und Töchter des Ortes
- Christian Heß (1803–1874), deutscher Schullehrer, Botaniker und Wetterbeobachter